# Фридрих Карл Людвиг Шлезвиг-Гольштейн-Зондербург-Бекский
Фридрих Карл Людвиг (нем. Friedrich Karl Ludwig von Schleswig-Holstein-Sonderburg-Beck; 20 августа 1757, Кёнигсберг или Кёнигсберг — 25 марта 1816, Усадьба Веллингсбюттель, Гамбург) — пятый герцог Шлезвиг-Гольштейн-Зондербург-Бекский.

## Биография
Фридрих Карл Людвиг был сыном Карла Антона Августа и его жены графини Фредерики Дона-Шлобиттен.
Фридрих женился на Фридерике фон Шлибен 9 марта 1780 года в Кёнигсберге. В то время отношение к их браку не было благосклонным, поскольку семья Шлибен не принадлежала к знатному древнему роду. У Фридриха и Фридерики было трое детей:
- Фридерика Шлезвиг-Гольштейн-Зондербург-Бекская (13 декабря 1780 — 19 января 1862)[5][6] — была замужем за Сэмюэлем фон Рихтхофеном;
- Луиза Шлезвиг-Гольштейн-Зондербург-Бекская (28 сентября 1783 — 24 ноября 1803)[5][6] — была замужем за Фридрихом Фердинандом Ангальт-Кётенским;
- Фридрих Вильгельм, герцог Шлезвиг-Гольштейн-Зондербург-Глюксбургский (4 января 1785 — 27 февраля 1831)[5][6] — был женат на Луизе Каролине Гессен-Кассельской.

После смерти Фридриха ему наследовал его сын, Фридрих Вильгельм.

## Титулы
- 20 августа 1757 — 12 сентября 1759: Его Светлость принц Фридрих Карл Людвиг Шлезвиг-Гольштейн-Зондербург-Бекский
- 12 сентября 1759 — 24 февраля 1775: Его Светлость наследный принц Фридрих Карл Людвиг Шлезвиг-Гольштейн-Зондербург-Бекский
- 24 февраля 1775 — 24 апреля 1816: Его Светлость Фридрих Карл Людвиг, герцог Шлезвиг-Гольштейн-Зондербург-Бекский